# Wraith
A la sèrie televisiva de ciència-ficció, Stargate Atlantis, els Wraith són els principals enemics. Introduïts per primera vegada a l'episodi pilot «Rising» (Ascendint). A la sèrie, són una espècie telepàtica que s'alimenta de la "força vital" dels éssers humans, i són el poder dominant a la galàxia Pegàs. La primera temporada d'Atlantis se centra en la supervivència dels protagonistes contra els seus atacs.
Tots els noms dels Wraith que han aparegut ha estat posats per éssers humans, ja que ells no revelen la seva identitat.
La gran majora dels Wraith no guerrers han estat interpretats pels mateixos actors, en les dones Andee Frizzell i en els mascles James Lafazanos.

## Biologia

### Origen
Els Wraith són el resultat d'un tipus de combinació genètica entre humans i l'insecte eratus, un aràcnid autòcton. de la galàxia Pegàs que s'alimenta de la "força vital" dels éssers vius.
Des d'aquesta "unió" els Wraith va adquirir intel·ligència humana, a més a més d'una gran assemblança física i la capacitat de caminar de manera bípeda; dels seus antecessors aràcnits van adquirir la capacitat d'extreure la "energia vital" dels humans, els antics i en certs casos d'altres Wraith.
Com menys temps faci que s'han alimentat els Wraith tenen una capacitat de regeneració i una força més gran.
Quan un Wraith obté la vida d'un altre ésser se la incorpora en la seva això fa que no puguin morir de vells i viure eternament.
A més a més d'aquestes habilitats els wratih van obtenir la capacitat del eratus de la telepatia i del control mental con la de debilitar la ment de les seves víctimes per obtenir informació.